# Partido de Chacabuco
Chacabuco es uno de los 135 partidos de la provincia argentina de Buenos Aires. Ocupa un área de 2.290 km². Su cabecera es la ciudad  homónima.
Si bien su economía se basa en la agricultura también posee importantes industrias: molinos harineros, semilleros, industrias químicas derivadas de productos agrícolas como el maíz, fábricas de alimentos balanceados, fundiciones, industrias textiles, frigoríficos aviares, industrias lácteas, metalúrgicas, y de la construcción.

## Fundación
Chacabuco fue fundado por Ley Provincial el 5 de agosto de 1865 (159 años), bajo el nombre de "Guardia Nacional" con el fin de recompensar a los soldados de la Guardia Nacional que habían actuado en la Guerra del Paraguay al tiempo que la familia Lynch donaba unas 15.000 ha de sus campos para el asentamiento del centro urbano.
De inemdiato comenzaron las tareas de división de esas tierras entre los guardias nacionales y el área se caracterizó durante meses por la presencia de mojones que delineaban el ejido. Por esto, muchos pobladores comenzaron a llamar al nuevo pueblo "Las Estacas". Se adoptó el nombre de Chacabuco cuando la estación de trenes fue denominada de esta manera en 1884, aunque este hecho quedó asentado recién el 18 de junio de 1918 cuando el gobierno de la Provincia denominó el centro urbano "Ciudad de Chacabuco".

### Toponimia
El nombre fue tomado a fines del siglo XIX para denominar a la estación de FFCC y al partido, cuya denominación se extendió a la ciudad, como un homenaje a la gesta sanmartiniana que tuvo uno de sus hitos en la batalla de Chacabuco el 12 de febrero de 1817 al norte de la ciudad de Santiago, en Chile.
Según el historiador Oscar Ricardo Melli, Chacabuco proviene de dos vocablos mapuches, "Chacay" un árbol de tronco espinoso (Colletia domiana) y "buvo", una derivación de "ufco", que significa vertiente. De este modo, Melli sostiene que Chacabuco significa "vertiente de los Chacay" y no "cuesta colorada" como había afirmado Vicente López confundiendo el origen del término al considerarlo quechua.

### Clima
Típico del centro de la región pampeana, templado húmedo con veranos templados e inviernos frescos. Durante el invierno son comunes las sudestadas, cuya permanencia en ciertas ocasiones puede llegar a una semana. 
Otro de los fenómenos típicos de esta zona es el Pampero, un viento con dirección sudsudoeste frío y seco que despeja el cielo dejándolo límpido y suele aparecer luego de las mencionadas sudestadas.

### Precipitaciones
Las precipitaciones anuales en Chacabuco alcanzaron un promedio de 950 mm en los últimos 30 años. Atraviesa desde 1973 el Hemiciclo Húmedo (con precipitaciones incrementadas e isohietas "corridas") si se comparan con los registros del Hemiciclo Seco, 1920 a 1973. Las nevadas son inusuales, a razón de tres o cuatro veces en un siglo, en forma de aguanieve, y de noche.

### Suelos
El régimen de lluvias reinante sumado al clima, el relieve y la roca preexistente (loess) conformaron suelos muy aptos para la producción agrícola con texturas franco, franco-limosas y con excelentes porcentajes de materia orgánica. Es dable destacar que en ciertas zonas del partido con muchos años de agricultura continua provocaron dramáticos descensos de este componente del suelo, pero con la aparición de la tecnología de la siembra directa durante la última década del siglo XX tal problema comenzó a revertirse.
Al este y sur del partido dominan Argialboles mientras que al norte las principales clases de suelos la constituyen los Argiudoles. En las márgenes del río Salado es común encontrar Natracualfes (suelos salinos).

### Relieve e hidrografía
La llanura es el paisaje dominante en Chacabuco cuyos suelos poseen relativa alta fertilidad, que hacen de esta zona una de las principales del país en producción agrícola.
La elevación máxima del partido se encuentra en las cercanías de la localidad de O'Higgins (Chacabuco) al oeste del partido con una altura de 75 m s. n. m. La elevación promedio es de 68 m s. n. m.
Su superficie se encuentra surcada por numerosos arroyos y su límite sudoeste lo constituye el río Salado. A 25 km de Chacabuco en cercanías de la RN 7 se encuentra la Laguna de Rocha, formada por un ensanchamiento del Salado en tierras bajas. Su principal característica es el paisaje agreste que atrae a turistas en busca de un contacto distinto con la naturaleza y con el paisaje llano y solitario de la región pampeana pero que al mismo tiempo ofrece los servicios básicos como para garantizar una buena estadía.
Otras lagunas son: Las Toscas y Los Patos.

## Población
| Población | 6.234 | 9.760   | 15.692  | 30.357  | 35.759  | 37.079 | 38.110 | 41.108 | 43.650 | 45.445 | 48.703 | 52.731 |
| Variación | -     | +56,56% | +60,77% | +93,45% | +17,79% | +3,69% | +2,78% | +7,86% | +6,18% | +4,11% | +9,15% | +8,3%  |

### Localidades
- Chacabuco 38.418 habitantes.
- Rawson 2.123 habitantes.
- O'Higgins 1.206 habitantes.
- Castilla 689 habitantes.
- Los Ángeles 54 habitantes.

- Parajes
  - Coliqueo
  - Membrillar
  - Cucha Cucha
  - Gregorio Villafañe
  - Ingeniero Silveyra
  - San Patricio
  - Paraje San Vicente
  - Paraje Los Sauces

## Producción agropecuaria
Cultivos más importantes en el Partido: soja, maíz, trigo. Hay un importante número de cabezas de ganado, criaderos de cerdos, aves y en menor escala producciones no tradicionales como chinchilla, guanacos, ñandúes, maíz pizingallo, caracoles, etc.
También existen pequeños establecimientos florícolas y hortícolas, y es tradicional en la zona la producción apícola.
Existen importantes semilleros en Chacabuco entre los cuales podemos citar a "Don Mario Semillas", "Nidera" y "Cargill". En este rubro también se puede mencionar la presencia de Agronomías dedicadas a la venta de semillas e insumos y Cooperativas de Productores Agropecuarios con casi un siglo de permanencia. También es de hacer notar la presencia de acopiadores de cereales y oleaginosas dada la gran capacidad instalada, que ubican a Chacabuco a la altura de los principales centros de acopio de la zona.

## Gobierno
El Partido de Chacabuco es uno de los 135 municipios de la Provincia de Buenos Aires. El poder político está estructurado en dos poderes electos: el Poder Ejecutivo y el Poder Legislativo. 
El Poder Ejecutivo está encabezado por el intendente municipal, electo por mayoría simple para un mandato de 4 años (con posibilidad de reelección), quien está acompañado por su gabinete. Por su parte, el Poder Legislativo se compone de un Concejo Deliberante, compuesto por 18 miembros, y un Consejo Escolar, compuesto por 6 miembros, en ambos casos electos para mandatos de 4 años por representación proporcional con renovación por mitades.

### Intendentes municipales desde 1983
| Intendente               | Mandato                                           | Partido | Partido | Alianza | Alianza | Elecciones |
| ------------------------ | ------------------------------------------------- | ------- | ------- | ------- | ------- | ---------- |
| Osvaldo Rodrigo          | 10 de diciembre de 1983 - 10 de diciembre de 1987 |         | UCR     |         | —       | 1983       |
| Mario Oscar Lalla        | 10 de diciembre de 1987 - 10 de diciembre de 1991 |         | UCR     | 1987    | —       |            |
| Héctor Manuel Francolino | 10 de diciembre de 1991 - 10 de diciembre de 1995 |         | PJ      |         | FREJUFE | 1991       |
| Julián Andrés Domínguez  | 10 de diciembre de 1995 - 10 de diciembre de 1999 |         | PJ      | 1995    | FREJUFE |            |
| Horacio Recalde          | 10 de diciembre de 1999 - 10 de diciembre de 2003 |         | UCR     |         | Alianza | 1999       |
| Rubén Darío Golía        | 10 de diciembre de 2003 - 10 de diciembre de 2007 |         | PJ      |         | —       | 2003       |
| Rubén Darío Golía        | 10 de diciembre de 2007 - 10 de diciembre de 2011 |         | PJ      | FPV     | 2007    |            |
| Mauricio Barrientos      | 10 de diciembre de 2011 - 10 de diciembre de 2015 |         | PJ      | FPV     | 2011    |            |
| Víctor Aiola             | 10 de diciembre de 2015 - 10 de diciembre de 2019 |         | UCR     |         | CBA     | 2015       |
| Víctor Aiola             | 10 de diciembre de 2019 - 10 de diciembre de 2023 |         | UCR     | JxC     | 2019    |            |
| Rubén Darío Golía        | 10 de diciembre de 2023 - En el cargo             |         | PJ      |         | UP      | 2023       |

### Concejo Deliberante
| Composición del H. Concejo Deliberante de Chacabuco |

| Concejal/Concejala        | Bloque | Bloque              | Inicio del Mandato | Fin del Mandato |
| ------------------------- | ------ | ------------------- | ------------------ | --------------- |
| Tomás Guido Domínguez (P) |        | Unión por la Patria | 2023               | 2027            |
| Santiago Carnaghi         |        | Unión por la Patria | 2021               | 2025            |
| Karina María Geloso       |        | Unión por la Patria | 2021               | 2025            |
| Sofía Celia Silva         |        | Unión por la Patria | 2023               | 2027            |
| Julieta Garello           |        | Unión por la Patria | 2023               | 2025            |
| Fernando Osmar Lescano    |        | Unión por la Patria | 2023               | 2025            |
| Laura Lucía Mansilla      |        | Unión por la Patria | 2023               | 2027            |
| Marcos Gabriel Peralta    |        | Unión por la Patria | 2023               | 2027            |
| Alejo Pérez               |        | Juntos              | 2021               | 2025            |
| Cecilia Verónica Gabrieli |        | Juntos              | 2021               | 2025            |
| Rodolfo Adrián Serritella |        | Juntos              | 2021               | 2025            |
| Lucía D'Oracio            |        | Juntos              | 2023               | 2027            |
| Carlos Ignacio Orsini     |        | Juntos              | 2023               | 2027            |
| Jorgelina Andrea Soñez    |        | PRO                 | 2021               | 2025            |
| Alejandro Agustín Cieri   |        | PRO                 | 2021               | 2025            |
| Agustín Zarkovich         |        | PRO                 | 2023               | 2027            |
| Ezequiel Martínez         |        | La Libertad Avanza  | 2023               | 2027            |
| Claudia Marina Sosa       |        | La Libertad Avanza  | 2023               | 2027            |

- P: Presidente del HCD.

Notas
1. ↑  Asume en reemplazo de Gabriela Belfortti.
2. ↑  Asume en reemplazo de Darío Golía, quien renunció al cargo para asumir como intendente.
3. ↑  Asume en reemplazo de Gustavo Masci.

### Consejo Escolar
| Consejero/Consejera            | Bloque | Bloque               | Inicio del Mandato | Fin del Mandato |
| ------------------------------ | ------ | -------------------- | ------------------ | --------------- |
| Liliana Alejandra Andriola (P) |        | Unión por la Patria  | 2023               | 2027            |
| Juan Ignacio Millán            |        | Unión por la Patria  | 2023               | 2027            |
| Ignacio Suárez                 |        | Unión por la Patria  | 2023               | 2027            |
| Ruth Elizabeth Williams        |        | Unión por la Patria  | 2023               | 2025            |
| María del Valle Aiola          |        | Juntos por el Cambio | 2021               | 2025            |
| Mariano Tomás Alaman           |        | Juntos por el Cambio | 2021               | 2025            |

Notas
1. ↑  Asume en reemplazo de Osvaldo Mancuso.
2. ↑  Asume en reemplazo de Bernardo Unsain.

### Elecciones municipales

#### Elecciones en la década de 2020
|  | 48,74 % |

|  | 26,89 % |

|  | 24,37 % |

|  | 91,19 % |

|  | 8,11 % |

|  | 0,7 % |

|  | 81,57 % |

|  | 100 % |

|  | 44,11 % |

|  | 44,08 % |

|  | 5,79 % |

|  | 3,21 % |

|  | 2,81 % |

|  | 96,26 % |

|  | 2,78 % |

|  | 0,96 % |

|  | 76,67 % |

|  | 100 % |